# Clavularia stormi
Clavularia stormi is een zachte koraalsoort uit de familie Clavulariidae. De koraalsoort komt uit het geslacht Clavularia. Clavularia stormi werd in 1883 voor het eerst wetenschappelijk beschreven door Koren & Danielsen. 